# Lijst van Waalse ministers van Financiën en Begroting
Dit is een lijst van ministers van Financiën en Begroting in de Waalse Regering en in de Franse Gemeenschapsregering. 
Het Waals Gewest en de Franse Gemeenschap van België hebben elk een eigen minister van Begroting (in sommige regeringen minister van Begroting en Financiën genoemd). In veel gevallen worden beide posities door dezelfde persoon bekleed, maar dit is niet altijd het geval. Vandaar de twee afzonderlijke lijsten.

## Waalse ministers van Begroting en Financiën

### Lijst
| Nr. | Minister | Minister                            | Partij | Partij | Begin            | Einde            | Regering(en)                                  | Bevoegdheid                       |
| --- | -------- | ----------------------------------- | ------ | ------ | ---------------- | ---------------- | --------------------------------------------- | --------------------------------- |
| 1   |          | Philippe Busquin (1941)             |        | PS     | 27 januari 1982  | 27 november 1985 | Damseaux, Dehousse II                         | Begroting                         |
| 2   |          | Charles Aubecq (1926-2015)          |        | PRL    | 27 november 1985 | 3 februari 1988  | Wathelet                                      | Begroting en Financiën            |
| 3   |          | Amand Dalem (1938-2018)             |        | PSC    | 3 februari 1988  | 8 januari 1992   | Coëme, Anselme                                | Begroting en Financiën            |
| 4   |          | Robert Collignon (1943)             |        | PS     | 8 januari 1992   | 25 januari 1994  | Spitaels                                      | Begroting                         |
| 5   |          | Bernard Anselme (1945)              |        | PS     | 25 januari 1994  | 20 juni 1995     | Collignon I                                   | Begroting                         |
| 6   |          | Jean-Claude Van Cauwenberghe (1944) |        | PS     | 20 juni 1995     | 4 april 2000     | Collignon II, Di Rupo I                       | Begroting en Financiën/ Begroting |
| 7   |          | Michel Daerden (1949-2012)          |        | PS     | 4 april 2000     | 15 juli 2009     | Van Cauwenberghe I, II, Di Rupo II, Demotte I | Begroting/ Begroting en Financiën |
| 8   |          | André Antoine (1960)                |        | cdH    | 15 juli 2009     | 22 juli 2014     | Demotte II                                    | Begroting en Financiën            |
| 9   |          | Christophe Lacroix (1966)           |        | PS     | 22 juli 2014     | 28 juli 2017     | Magnette                                      | Begroting                         |
| 10  |          | Jean-Luc Crucke (1962)              |        | MR     | 28 juli 2017     | 13 januari 2022  | Borsus, Di Rupo III                           | Begroting en Financiën            |
| 11  |          | Adrien Dolimont (1988)              |        | MR     | 13 januari 2022  | heden            | Di Rupo III, Dolimont                         | Begroting en Financiën            |

## Franstalige ministers van Begroting en Financiën

### Lijst
| Nr. | Minister | Minister                            | Partij | Partij      | Begin             | Einde             | Regering(en)              | Bevoegdheid                       |
| --- | -------- | ----------------------------------- | ------ | ----------- | ----------------- | ----------------- | ------------------------- | --------------------------------- |
| 1   |          | Éric Tomas (1948)                   |        | PS          | 11 mei 1993       | 22 juni 1995      | Onkelinx I                | Begroting                         |
| 2   |          | Jean-Claude Van Cauwenberghe (1944) |        | PS          | 22 juni 1995      | 22 juli 1999      | Onkelinx II               | Begroting                         |
| 3   |          | Robert Collignon (1943)             |        | PS          | 22 juli 1999      | 4 april 2000      | Hasquin                   | Begroting                         |
| 4   |          | Rudy Demotte (1963)                 |        | PS          | 4 april 2000      | 15 juli 2003      | Hasquin                   | Begroting                         |
| 5   |          | Michel Daerden (1949-2012)          |        | PS          | 15 juli 2003      | 16 juli 2009      | Hasquin, Arena, Demotte I | Begroting/ Begroting en Financiën |
| 6   |          | André Antoine (1960)                |        | cdH         | 16 juli 2009      | 22 juli 2014      | Demotte II                | Begroting en Financiën            |
| 7   |          | André Flahaut (1955)                |        | PS          | 22 juli 2014      | 17 september 2019 | Demotte III               | Begroting                         |
| 8   |          | Frédéric Daerden (1970)             |        | PS          | 17 september 2019 | 16 juli 2024      | Jeholet                   | Begroting                         |
| 9   |          | Elisabeth Degryse (1980)            |        | Les Engagés | 16 juli 2024      | heden             | Degryse                   | Begroting                         |